# Retratos de Vida
Retratos de Vida é o terceiro álbum de estúdio do grupo Milad, lançado em 1987, de forma independente.
Geralmente considerado o trabalho mais pretensioso do grupo, Retratos de Vida é um álbum conceitual, trazendo a temática da vida urbana e as ruas da cidade de São Paulo para tecer críticas sociais, tratando de questões como a desigualdade, violência, pobreza, meninos de rua e prostituição. Nesta obra, a maioria das músicas são de João Alexandre e Toninho Zemuner, incluindo a faixa "Olhos no Espelho", que posteriormente seria regravada na carreira solo de João.
O disco ainda contém duas faixas instrumentais e a música "Virada Radical", que faz referência ao post-punk feito na época, especialmente pelas bandas Titãs e Biquíni Cavadão.
Em 2015, foi considerado, por vários historiadores, músicos e jornalistas, como o 9º maior álbum da música cristã brasileira, em uma publicação dirigida pelo portal Super Gospel. Em 2019, foi eleito pelo mesmo portal o 9º melhor álbum da década de 1980.

## Faixas
Todas as composições por João Alexandre e Toninho Zeumer, exceto onde anotado.
1. "Platéia" (Toninho Zemuner e Alexandre Rocha)
2. "Esquinas Cruéis" (João Alexandre)
3. "Instrumental III" (Toninho Zemuner)
4. "Virada radical" (Toninho Zemuner, José Roberto M. Prado, Cid Caldas e Alexandre Rocha)
5. "Solidão de Ilha" (Vavá Rodrigues)
6. "Olhos no Espelho" (João Alexandre)
7. "Pobres ricos"
8. "Meninos de Rua"
9. "Instrumental II" (Toninho Zemuner)
10. "Retratos de vida" (Toninho Zemuner e Alexandre Rocha)

## Ficha técnica
- João Alexandre - vocais, violão, guitarra
- Toninho Zemuner - vocal, baixo
- José Roberto M. Prado - saxofone, flauta
- Wesley Vasques - vocal
- Marlene Vasques - vocal
- Luiz Carlos - bateria
- Beto - percussão
- Cid Caldas - teclado
- Abraham - saxofone
- Valdívia - vocal
- Eliá Ambrósio - vocal